# Dicranota dicranotoides
Dicranota (Eudicranota) dicranotoides là một loài ruồi trong họ Pediciidae. Chúng phân bố ở vùng sinh thái Palearctic.